# 遺伝子組換え生物

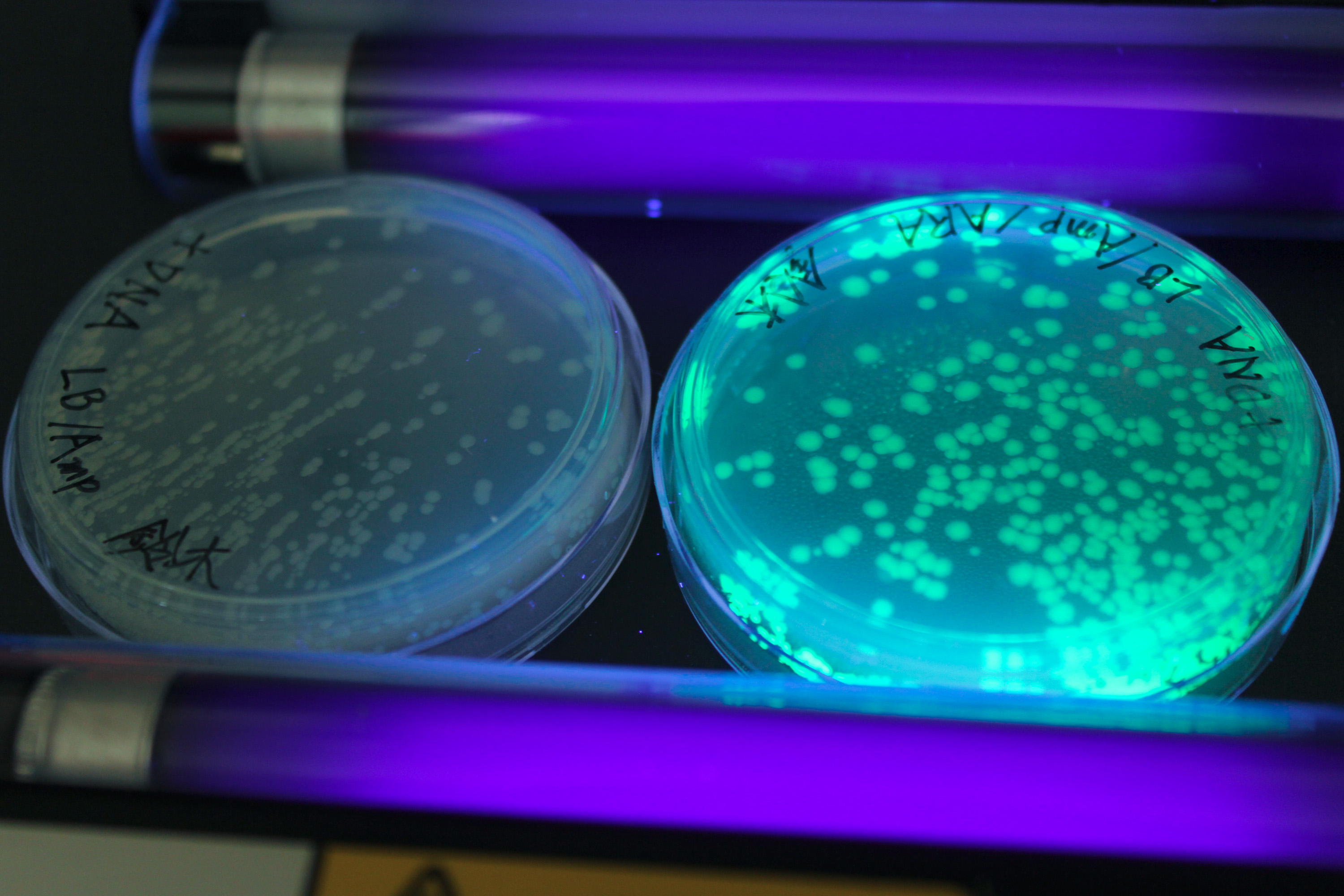
GFP遺伝子を導入された大腸菌

遺伝子組換え生物（いでんしくみかえせいぶつ、英: Genetically modified organism, GMO）とは、遺伝子工学の技術を用いて遺伝子を操作された生物を指す。一般には組換えDNA 技術を用い、DNA 分子に別の種類の遺伝子を組み込み、新しい組み合わせのDNA 分子を作成する。このDNA 分子を目的の生物に遺伝子導入させ、本来その生物が持っていない別の種の遺伝子を導入させたまたはその生物の持っている遺伝子を改変させた生物を “遺伝子組換え生物” と呼ぶ。
カルタヘナ議定書において定義されたLMO (Living Modified Organism) の日本語訳として用いられている。

## 作成方法
遺伝子組換えはゲノム（染色体）内への遺伝子の導入または欠失を含む。違う種の遺伝子が導入された場合、遺伝子の水平伝播が行われた事になる。自然界では外来遺伝子が細胞内に取り込まれ起こる事があり、病原菌の薬剤耐性に関わる場合もある。人工的に遺伝子組換えを行う場合には、生物学的、化学的、物理的な方法があり、詳しくは遺伝子導入、形質導入、形質転換やトランスフェクションのページを参照のこと。遺伝子組換え法として、バクテリアでは電気穿孔法やコンピテントセルにヒートショックをかける方法が広く行われており、動物ではリポフェクション法や電気穿孔法が広く行われており、植物ではパーティクル・ガン法、アグロバクテリウムを利用した形質導入法や電気穿孔法が広く行われている。（諸説がある）

## 歴史
これまで数々の研究がなされてきたが、まだすべては解明されていない。

## 使用例
遺伝子組換え生物は生物や医学の研究、医薬品の製造、遺伝子治療の臨床研究や作物の品種改良等に利用されている。また細胞や生物に外来遺伝子を一過的に遺伝子導入して、発現した遺伝子のタンパク質局在や機能を調べる様な一過的な遺伝子導入も広義には遺伝子組換え生物となる。

### 遺伝子組換え微生物
最初に研究で作られた遺伝子組換え生物であり、遺伝子工学の基礎になっている。遺伝子組換え微生物はインスリンなどのヒトのペプチドまたはタンパク質の生産などに応用されている。

### 遺伝子組換え動物
様々な動物で遺伝子組換えが研究で行われている。ノックアウトマウスは遺伝子の様々な機能を調べるため、研究で精力的に作成されている。羊、豚やラット等の遺伝子組換え動物がヒトのタンパク質の生産に応用されている。また哺乳類などの大型動物に比較し、生活環が短い、飼育が簡単等の有利な面があり、遺伝子組換えを行ったショウジョウバエが遺伝子改変や胚発生などの研究に利用されている。
昆虫においては、農研機構が主となってカイコ (Bombyx mori) の遺伝子組換え研究が行われている。2020年現在カルタヘナ法に基づく第一種使用が認められており、養蚕農家による3令以降の飼育・出荷が行われている。詳しくは遺伝子組換えカイコの記事を参照。
2023年、東京工業大学の元大学院生など男女5人が国の承認を受けずに赤く光る遺伝子組み換えメダカを育てたなどとして、全国で初めてカルタヘナ法違反が適用された。

### 遺伝子組換え植物
遺伝子組換え作物は農業に応用されている。詳しくは遺伝子組換え作物のページを参照。